# Alexander Knox
Alexander Knox (ur. 16 stycznia 1907 w Strathroy, zm. 25 kwietnia 1995 w Berwick-upon-Tweed) – kanadyjski aktor filmowy, telewizyjny i teatralny. Za rolę Woodrowa Wilsona w filmie  Wilson został uhonorowany nagrodą Złotego Globu.

## Wybrana filmografia

### Filmy fabularne
- 1928: The Ringer
- 1936: Dama z portretu (Rembrandt) jako asystent Ludwicka
- 1939: Cztery pióra (The Four Feathers)
- 1941: Wilk morski (The Sea Wolf) jako Humphrey Van Weyden
- 1944: Wilson jako Woodrow Wilson
- 1951: Człowiek w siodle (Man in the Saddle) jako Will Isham
- 1958: Wikingowie (The Vikings) jako ks. Godwin
- 1962: Najdłuższy dzień (The Longest Day) jako generał dywizji Walter Bedell Smith
- 1966: Chartum (Khartoum) jako Sir Evelyn Baring
- 1967: Żyje się tylko dwa razy (You Only Live Twice) jako amerykański prezydent
- 1968: Shalako jako Henry Clarke
- 1970: Lalka na łańcuchu (Puppet on a Chain) jako porucznik De Graaf
- 1971: Mikołaj i Aleksandra jako ambasador amerykański
- 1983: Park Gorkiego jako generał
- 1985: Joshua dawniej i dziś (Joshua Then and Now) jako Senator Hornby

### Seriale TV
- 1954: The Vise
- 1962: Suspense jako prezydent
- 1979: Druciarz, krawiec, żołnierz, szpieg jako kontroler
- 1985: The Last Place on Earth jako Sir Clements Markham
- 1986: Lovejoy jako Pinder